# Liste ehemaliger Staatsstraßen in Sachsen
Diese Auflistung stellt ehemalige Staatsstraßen in Sachsen (kurz S) dar. Sie zeigt auch deren Verlauf in diesem Land. 

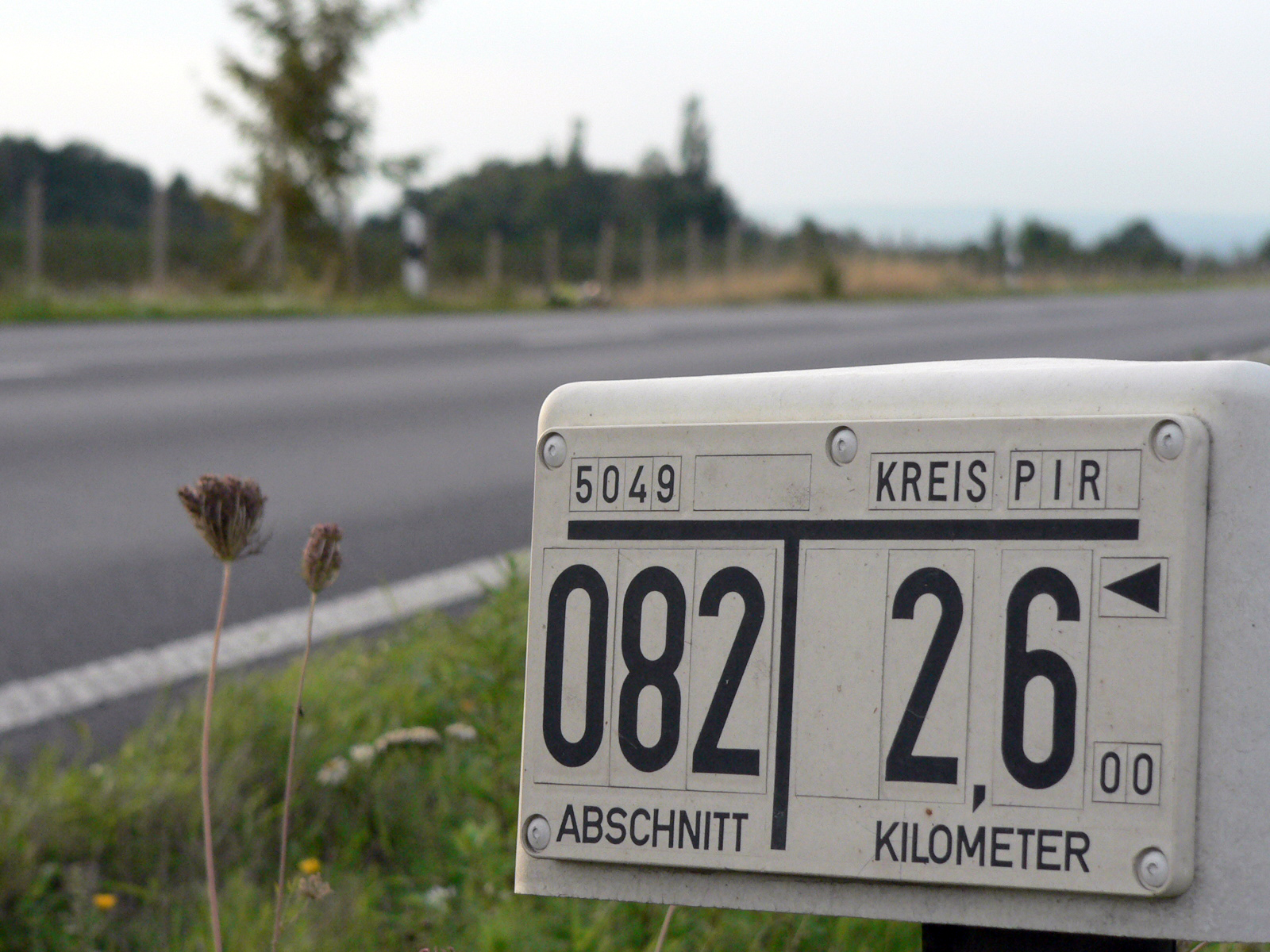
Stationszeichen in Sachsen

Die Rechtsstellung der Staatsstraßen wird durch das Sächsische Straßengesetz vom 21. Januar 1993 geregelt.
Der Begriff Staatsstraße wird nur in den deutschen Ländern Freistaat Sachsen und Freistaat Bayern (dort mit der Abkürzung St) verwendet. In den anderen deutschen Ländern heißen die entsprechenden Straßen Landesstraße.
Die Liste behandelt vollständig eingezogene Staatsstraßen. Abschnittsweise Umwidmungen werden fallbasiert in den Einträgen der Bestandslisten dargestellt.

## Liste
Der Straßenverlauf wird in der Regel von Nord nach Süd und von West nach Ost angegeben.

| Nr     | ursprünglicher Verlauf                                                                                                | Anmerkungen zu Ab- bzw. Umstufungen, Umwidmungen oder Rückbaumaßnahmen |
| ------ | --- | --- |
| S 3a   | (L 143 in Sachsen-Anhalt) – Landesgrenze – Kölsa – S 1/S 2                                                            | K 7436 im Landkreis Nordsachsen |
| S 9a   | B2 – BMW-Werk Leipzig – A14 – Leipziger Messe – B2                                                                    | GVS „Regensburger Straße“ von B2 bis BMW-Werk danach K 6529 in Leipzig |
| S 70a  | S 111 – S 124 – Oberreichenbach –                                                                                     | Verkehrsfreigabe 1995, Ende 2005 aufgestuft zur |
| S 79a  | in Leipzig – Anger-Crottendorf – Mölkau – Paunsdorf – Sommerfeld – in Taucha                                          | schrittweise abgestuft ab 2010 zur K 6520 in Leipzig bis Mölkau, anschließend Gemeindestraßen ab 2019 auf voller Länge Gemeindestraßen wegen Teilabstufung K 6520                          |
| S 102a | S 100 in Kamenz – Wiesa – Prietitz – Elstra – S 105 – Rauschwitz – Kindisch – – S 158 in Rammenau                     | umgewidmet K 9239 von Kamenz bis hinter Kindisch, S 94 bis zur , anschließend |
| S 127a | S 127 in Bad Muskau – („Postbrücke“, Übergang D/PL nach Lugknitz/Leknica)                                             | vor 21. August 2013 abgestuft zur K 8480 2015 abgestuft zur GVS |
| S 162a | Abzweig vor Heeselicht – Heeselicht – S 159                                                                           | vor 2007 umgestuft zum östlichen Abschnitt S 161 |
| S 166a | S 165 – Bastei | 1997 abgestuft zur K 8716 |
| S 199a | Kriebethal – Ehrenberg – Grünlichtenberg – Reichenbach – in Greifendorf                                               | 2011 Kriebethal – Ehrenberg umgestuft zur S 32, östlicher Streckenteil abgestuft zur K 8215                                                                                                |
| S 219a | Steinbach S 218 – Oberschmiedeberg – Mittelschmiedeberg S 220                                                         | 01.01.2011 abgestuft zur K 8115 |
| S 219a | Mittelschmiedeberg S 220 – K 8150 (bei Gelobtland)                                                                    | 2014/2015? abgestuft zur K 8116 |
| S 219a | K 8150 – (bei Gelobtland)                                                                                             | 01.01.2011 abgestuft zur K 8150 (knapp 200 m) |
| S 220a | in Wolkenstein – Streckewalde – Boden – S 221 – Hirschleite – Niederschmiedeberg – S 219 in Mittelschmiedeberg        | 01.01.2011 abgestuft zur K 8115 im Erzgebirgskreis |
| S 273a | S 274 – Zschorlau – Albernau – Bockau – S 274 in Jägerhaus – … – S 272 in Breitenbrunn/Erzgeb. – S 271 in Rittersgrün | abgestuft K 9133 |
| S 286a | in Schlunzig – Niedermülsen – Thurm – Stangendorf – Mülsen – Neuschönburg – S 255 in Oberoelsnitz                     | 01.01.2011 abgestuft zu K 9306, K 9316 und Ortsstraßen bzw. GVS im Landkreis Zwickau und im Erzgebirgskreis (später Widmung des Abschnitts im Erzgebirgskreis bei Oberoelsnitz als K 8806) |